# مشرف (الشوف)
مشرف هي إحدى القرى اللبنانية من قرى قضاء الشوف في محافظة جبل لبنان.